# Henrik Jespersen
Henrik Gamst Jespersen (20. august 1853 i Undløse ved Holbæk – 17. februar 1936 på Frederiksberg) var en dansk landskabsmaler.
Henrik Jespersen var søn af proprietær, kammerråd Jens Henrik Jespersen til Endrupholm og Marie Elisabeth født Baagø. Jespersen tog præliminæreksamen ved Kolding Skole og kom derefter til København, hvor han i 1878 tog polyteknisk eksamen i ingeniørfaget. Umiddelbart efter blev han ansat som kasserer og bogholder ved det østsjællandske jernbaneanlæg, men lysten til kunsten, der med møje var blevet holdt nede af hans familie, blev nu så stærk hos ham, at han allerede i 1879 opgav sin praktiske virksomhed og søgte om optagelse på Kunstakademiets skoler. Disse besøgte han 1879-82. Han udstillede første gang på Charlottenborg i 1881 (To Hedepartier). I 1884 vandt han Den Sødringske Opmuntringspræmie, fem år efter den Neuhausenske og i 1890 en akademisk rejseunderstøttelse (600 kr.). Under sine ophold i udlandet besøgte han Sverige og Tyrol, hvorfra han har hjembragt flere billeder. Jespersen var en alvorlig, fremadstræbende kunstner, der gik sine egne veje og navnlig følte sig tiltrukken af de store, ensomme naturstemninger. gentagne gange har han opnået mærkelige lysvirkninger i sine billeder ved et slags videnskabelig metode, som dog næppe hører kunsten til. I 1894 udstillede han således Solopgang over en lille Kystby (indkøbt af Den Kongelige Malerisamling), i hvilket det var lykkedes ham at fremstille solen midt i billedet, således at den blændede beskueren. Et lignende solopgangsmotiv over heden gjorde stor opsigt på udstillingen i Antwerpen samme år.

## Hæder
- 1884, Den Sødringske Opmuntringspræmie, for Gråvejrsdag på Stevns Klint
- 1889, De Neuhausenske Præmier, for Landskab med vid udsigt og skiftende belysning
- 1895, Årssmedaljen, for I bøgeskoven ved solnedgang
- 1903, Eckersberg Medaillen, for På heden